# Вучедолска култура
Вучедолска култура је касно енеолитска култура, поникла на подручју источне Славоније и Срема. Веома рани налази ове културе пронађени су на епонимном локалитету ове културе – Вучедолу. По новијем датовању (методом распада радиоактивног угљеника) утврђено је да припада периоду између 3.000 и 2.200. године пре наше ере. Ова култура је настала као резултат великих помицања степских индоевропских народа са истока у простор Карпатске котлине.

## Географске и климатске карактеристике
Плодна равница источне Славоније и Срема од најранијих почетака земљорадње, привлачила је људе. Доба средњег и касног неолита обележиле су сопотска и винчанска култура. У касном неолиту винчанска култура је потиснута са истока и помера се ка северозападу на део територије сопотске културе. Тако је десна обала Дунава још увек под утицајем неолитских култура, а на левој већ почиње живот енеолита. Претпоставља се да је период пре 3.000 година обухватао најтоплије постглацијално доба. Степе северно од Црног мора до Кавказа насељавали су номадски народи. Топла клима потстакла је сушење степа и сеобу ових народа.

## Археолошка истраживања
Први локалитет Вучедолске културе, сојеничко насеље Љубљанско барје, истраживан је 1875. године. У литературу је налазе увео Мориц Хермес (налази из Вучедола, Сарваша, Ердута). Значајан локалитет био је и Зок у мађарској Барањи. У научној литератури се користе 3 назива за ову културу: Вучедолска, Славонска и Зок (у Мађарској). Ископавања су вршена и 1938.

## Локалитети
- Вучедол
- Сарваш
- Гомолава
- Белегиш
- Батајница
- Војка
- Врдник
- Птујски град
- Љубљанско барје
- Винковци
- Тиватско поље

## Генеза и подела
Вучедолска култура настала је на класичном баденском и костолачком супстрату. Вучедолска култура се дели (по С. Димитријевићу) на
- рани (стадијум А) јак костолачки утицај
- средњи (Б1 - старији вучедолски хоризонт i Б2- почетак вучедолске експанзије)
- касни (стадијум Ц - регионални типови)

## Насеља
Подижу се на лесним терасама или су градинског типа. Куће су биле збијене, распоређене уз руб насеља. Грађене су од коља, облепљене блатом, под је био од набијене земље. Имале су једну до две просторије, огњиште и кров од трске.

## Сахрањивање
Сахрањивање је било биритуално. Код скелетног - згечени став, сахрањивани испод подова кућа, под тумулима, у ковчезима од камених плоча. Код спаљивања - пепео је у урни (локалитети Војка, Батајница).

## Керамика
Карактеристичне су :
- терине - дубоке биконичне зделе ста тракастом дршком на прелому конуса, богато украшене концентричним круговима по најширем ободу суда
- крушколике амфоре са кратким цилиндричним вратом или без њега
- плитки пехари на прстенастој или четворочлано радељеној нози
- плитке зделе благо повијених зидова
- трбушасти крчази
- зделе на више ваљкастих ногу

Орнамент је прављен утискивањем, урезивањем сложених геометријских мотива.

## Пластика
Пластика је зооморфна, антропоморфна, орнитоморфна (у облику птице)
- голубица из Вучедола
- патка из Вуковара
- модели пећи
- модели кола са пуним точковима
- минијатурне посуде